# Eurysternus martinsi
Eurysternus martinsi är en skalbaggsart som beskrevs av François Génier 2009. Eurysternus martinsi ingår i släktet Eurysternus och familjen bladhorningar. Inga underarter finns listade i Catalogue of Life.